# Ballestrem

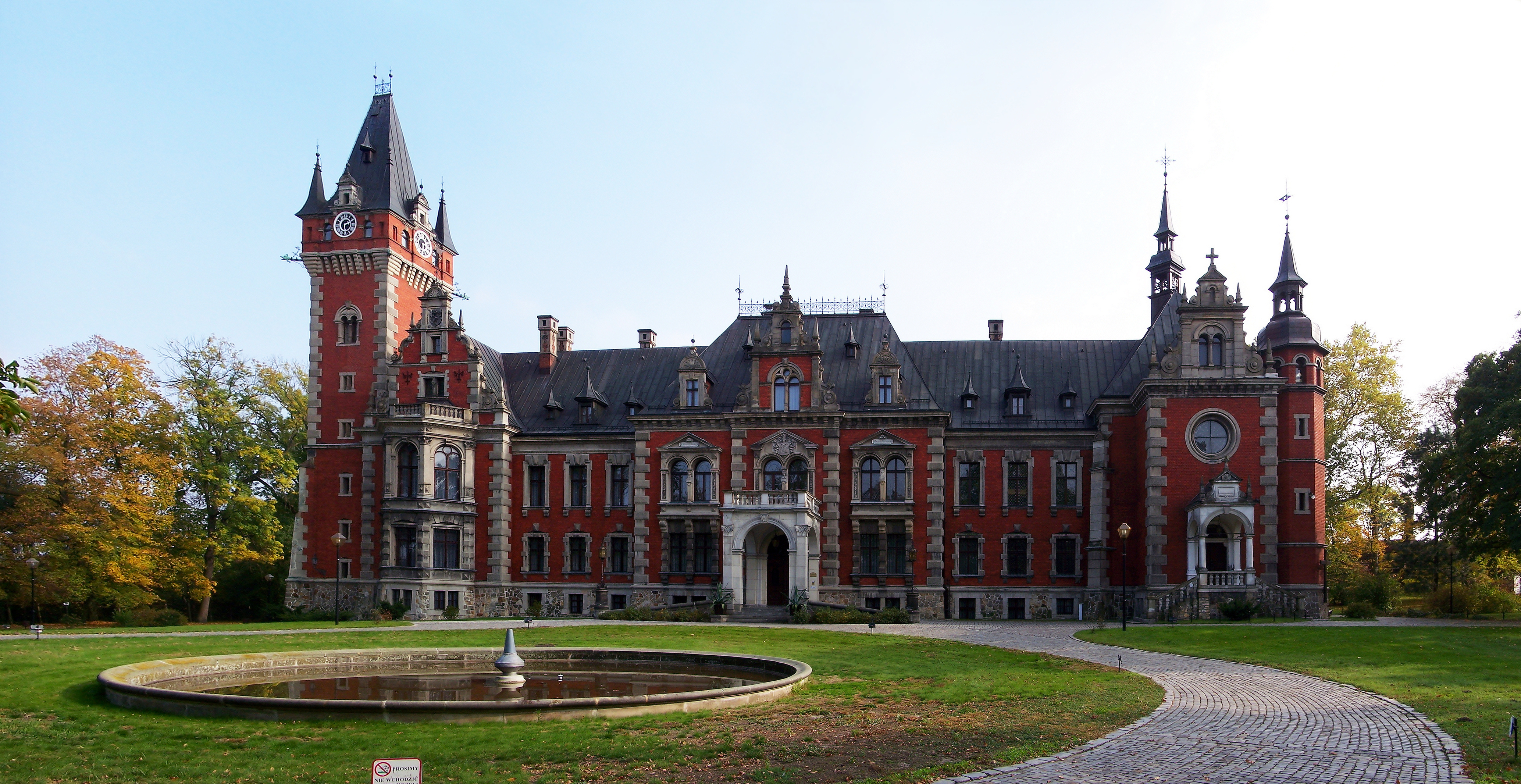
Pałac Ballestremów w Pławniowicach.

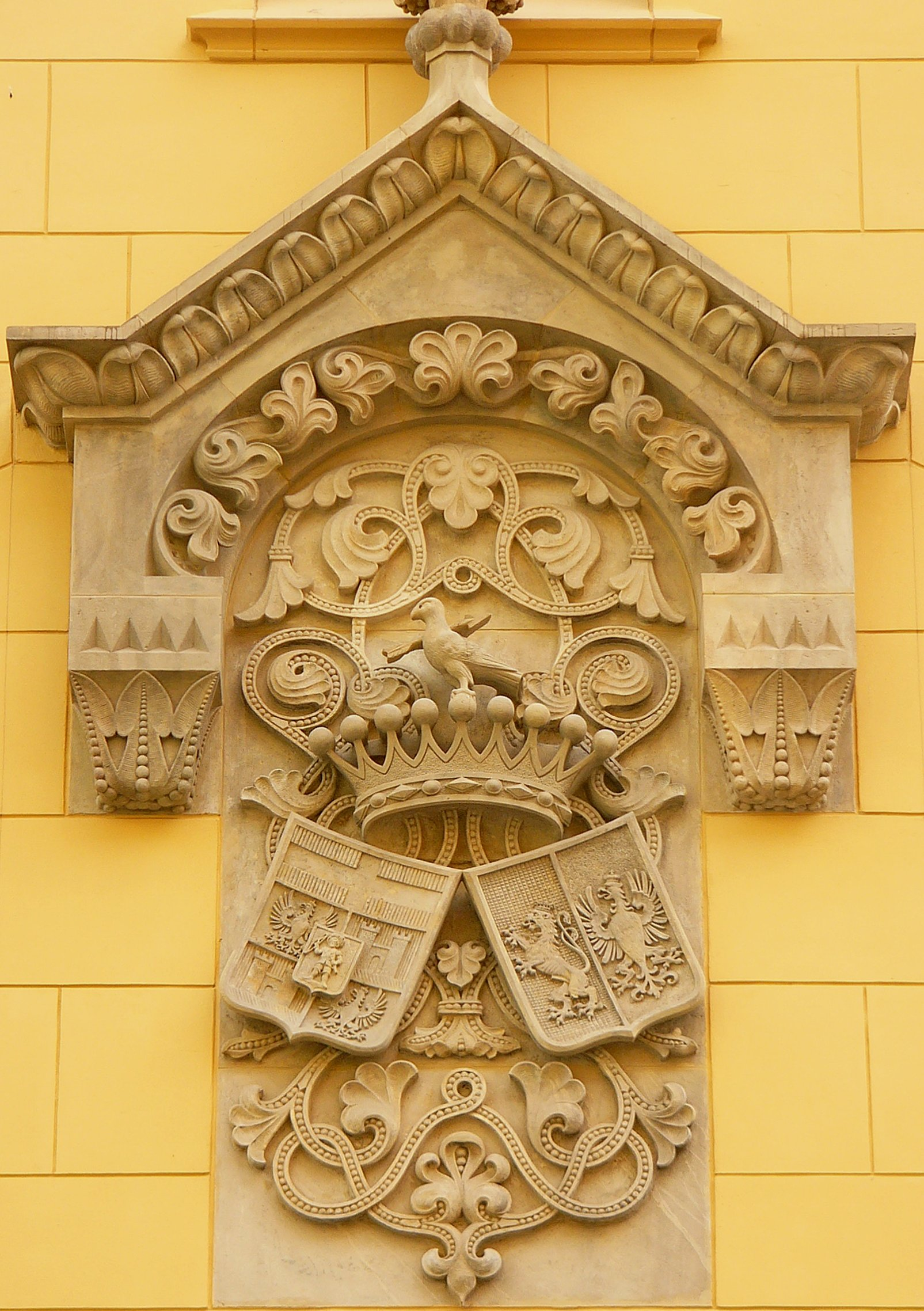
Herb hrabiego von Ballestrem na fasadzie dawnego pałacu przy ulicy Włodkowica 4 we Wrocławiu

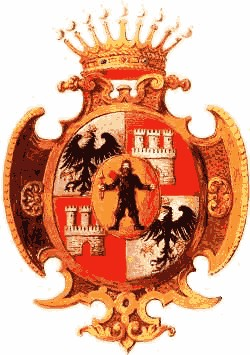
Herb Ballestremów

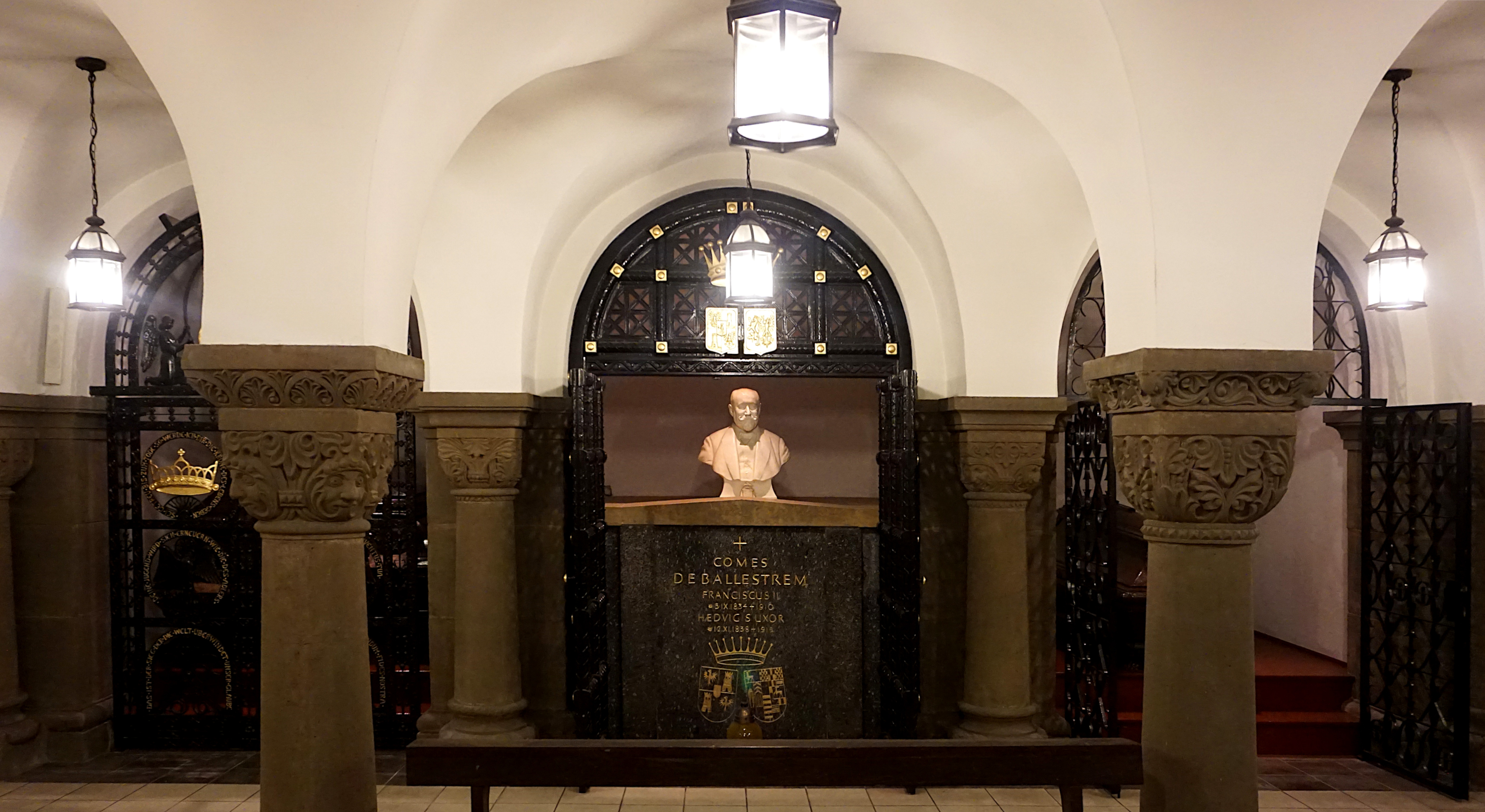
Krypta Ballestremów w kościele św. Józefa w Rudzie Śląskiej

Ballestrem di Castellengo – górnośląska (osiedlona na Górnym Śląsku, części wschodniej historycznego Śląska) rodzina arystokratyczna, pochodząca z północnych Włoch. Hrabiowie i magnaci przemysłowi.

## Dzieje
Drzewo genealogiczne włoskich przodków rodziny sięga żyjącego w XVI wieku Francesco Ballestrero, mieszkającego w Asti koło Turynu. Jego praprawnuk Marco Conte Ballestrero di Montalengho ożenił się z hrabianka Klarą Różą Frichingnano di Castellengo. Po ślubie przeniósł się do Turynu, gdzie wcześniej mieszkała jego wybranka. Po śmierci brata została dziedziczką części dóbr Castellengo. Synem Marco i Klary był urodzony w Turynie jesienią 1709 r. Giovanni Baptysta Angelo.

### Droga na Górny Śląsk

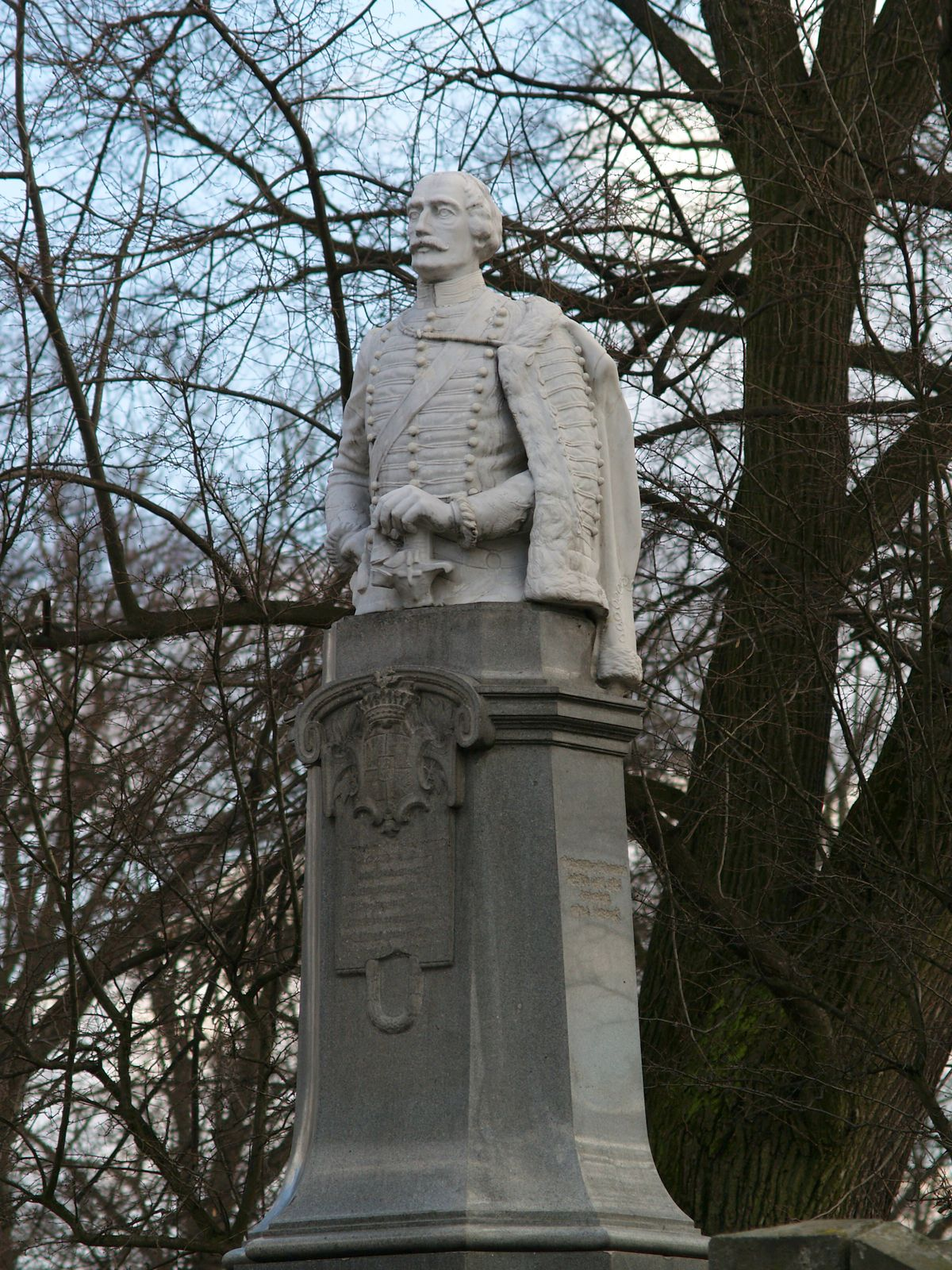
Giovanni Baptista Angelo von Ballestrem di Castellengo (1709-1757). Pomnik na dziedzińcu pałacu w Pławniowicach

Giovanni Baptysta nie pozostał długo w Turynie. Najpierw zaciągnął się do wojska księcia Weimaru. Później zmienił mundur na cesarski. Gdy wybuchła w 1740 r. wojna o Śląsk między Habsburgami i Hohenzollernami, służył w armii pruskiego króla. Gdy skończyły się walki, zwycięzcą był pruski władca Fryderyk II Wielki, pozostał na Górnym Śląsku i w 1748 r. ożenił się z Marią Elżbietą von Stechow.
Teść Giovanniego – Franciszek Wolfgang von Stechow już od ponad 10 lat był właścicielem majątku Pławniowice. W tamtejszym pałacu znajdowała się główna siedziba rodziny von Stechow, a potem Ballestremów, aż do 1945 r.
Po przyłączeniu historycznego Śląska (w tym Górnego Śląska) do Prus został mianowany pierwszym starostą toszecko-gliwickim. Kupił wówczas Rudę i Biskupice. W 1751 r. przekształcił oba majątki w majorat. Odtąd niepodzielony majątek mógł odziedziczyć tylko jeden spadkobierca. Król Fryderyk Wielki zatwierdził nowy status dóbr 23 stycznia 1752 r.
Kilka lat później Prusy i Austria znowu starły się w wojnie siedmioletniej. Próba powrotu historycznego Śląska pod panowanie Habsburgów się nie powiodła. Giovanni Baptysta znowu znalazł się na polu walki. Zmarł na początku konfliktu, wskutek ran odniesionych w bitwie pod Pragą wiosną 1757 r.
Owdowiała Maria Elżbieta została z trójką kilkuletnich dzieci: Karolem Franciszkiem (7 lat), Marią Anną (6 lat) i Karolem Ludwikiem (2 lata). Rok później zmarł jej ojciec. Wychowaniem dzieci Giovanniego Baptysty zajęła się matka. Synowie wybrali kariery wojskowe: Karol Franciszek został oficerem kawalerii, a Karol Ludwik porucznikiem kirasjerów.
Po śmierci ojca Marii Elżbiety panem rodowego majoratu został jej brat Karol Franciszek von Stechow. Do pruskiego Urzędu Górniczego zgłosił – czynną już za czasów austriackich – kopalnię węgla. W 1770 r. zmieniono jej nazwę na „Brandenburg”. Von Stechow zmarł bezpotomnie w 1798 r. Spadkobiercą majoratu został jego siostrzeniec i imiennik, prawie 50-letni Karol Franciszek hrabia von Ballestrem.

### Magnaci przemysłu
Wiek XIX to epoka gwałtownie rozwijającego się przemysłu. Udział w tym procesie mieli także Ballestremowie. Początkowo podstawę ich majątku stanowiły dobra ziemskie majoratu rudzkiego i kopalnie węgla. Szybko jednak rozwinęli swoje zainteresowania także innymi gałęziami przemysłu. Hutę cynku „Karol” w Rudzie przekazali w zarząd swemu pracownikowi Karolowi Goduli, który zresztą gorąco namawiał swego pracodawcę do jej budowy. Krótko potem zaczęła przynosić spore zyski. Godula długo pracował na rzecz Ballestremów, dopóki nie zdecydował się zająć działalnością na własny rachunek.
Karol Franciszek zmarł w 1822 r. Jego brat i spadkobierca, Karol Ludwik po kilku zaledwie latach rządów, zmarł w 1829 r. Jego syn Karol nie skończył jeszcze trzydziestu lat. Choć wówczas był to już wiek poważny, miał przed sobą jeszcze pół wieku życia.
Posiadane zakłady Karol przekształcił w spółkę. W swoim ręku zachował pakiet kontrolny, co umożliwiało mu sprawne zarządzanie majątkiem. Tworząc dalsze spółki i wzajemnie je od siebie uzależniając zbudował jeden z największych koncernów na Górnym Śląsku. Uzyskiwane z rolnictwa i leśnictwa dochody inwestował w unowocześnianie posiadanych kopalń.
W 1858 r. w Wirku i Rudzie utworzono rewiry urzędu górniczego. Rok później dla pracowników cynkowni „Karol”, huty „Berta” i kopalni „Brandenburg” wybudowano kaplicę. W 1870 r. rozbudowano ją do dzisiejszych rozmiarów.

### Wielka polityka

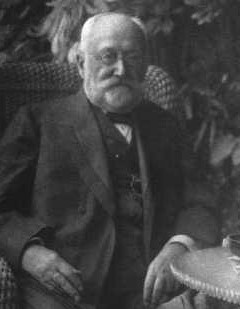
Hrabia Franz von Ballestrem

Po osiągnięciu odpowiedniej pozycji finansowej przyszedł czas na politykę. Pomógł przypadek a raczej wypadek. Hrabia Franciszek Ballestrem służył w wojsku podczas wojny prusko-francuskiej (1870-1871). W okolicach Paryża spadł nieszczęśliwie z konia. Musiał opuścić armię. Wstąpił wówczas do nieco wcześniej utworzonej Partii Centrum. Jako jej śląski przywódca stał się znany w całych Niemczech.
Zasiadał w Śląskim Sejmie Prowincjonalnym. W latach 1872–1906 był posłem do ogólnoniemieckiego parlamentu – Reichstagu. Od 1896 r. był jego przewodniczącym. W 1904 r. stał się dziedzicznym członkiem pruskiej Izby Panów.
Osobisty majątek hrabiego Franciszka szacowano na ok. 18 mln marek. Dla porównania najbogatszy na Śląsku (i drugi w Niemczech) magnat, książę Guido von Donnersmarck ze Świerklańca posiadał fortunę szacowaną wówczas na prawie 200 mln marek.
Franciszek ostro bronił niemieckiego stanu posiadania na Górnym Śląsku. Głośne była jego wypowiedź, że „...Polaków górnośląskich należy bić po pysku...”.

### Dla pracowników
Mimo swej surowości dbał o swych pracowników. Traktował ich jak wymagający, ale kochający ojciec. Zakładał osiedla, kasyna, biblioteki. Dzięki jego staraniom prąd elektryczny do oświetlenia ulic w Rudzie zainstalowano w 1889 r. W Głuchołazach wybudował dom wypoczynkowy.
Przy udziale funduszy hrabiego powstały m.in.: neogotycki kościół pw. św. Jana Chrzciciela i klasztor Sióstr Miłosierdzia św. Wincentego Paulo w Biskupicach, a w Rudzie, w 1869 r., neogotycki kościół katolicki Matki Bożej Różańcowej. Ponadto hrabia ufundował Kaplicę św. Piusa X, dom wdów i przedszkole, gmach ogólnokształcącej szkoły średniej oraz kościół św. Józefa.
Kilka lat później, dzięki funduszom hrabiego, zaczął także działać pierwszy wodociąg.

### I wojna – pokój – II wojna
Hrabia Walenty przejął majątek niemalże w przededniu wojny w 1910 r. Trzy kopalnie w Rudzie oraz kopalnia „Castellengo” w Rokitnicy (później „Pstrowski”, dzisiaj „Siltech” poz.380 oraz Czok Ruch „II” Pstrowski – reszta pozostałej kopalni) zatrudniały wówczas ponad 6,5 tys. robotników i wydobywały ok. 2,5 mln ton węgla rocznie.
Cztery lata później wybuchł konflikt, który zmienił sytuację Ballestremów i ich śląskiej fortuny. Ich zamożność jednak na tym nie ucierpiała. Hrabia zmarł w 1920 r. jeszcze zanim podzielono Śląsk. Majątek przejął najpierw formalnie (był za młody), a potem faktycznie jego syn Mikołaj.
Zakłady przemysłowe po polskiej stronie przekształcono w spółkę akcyjna „Zakłady Huta i Kopalnia Pokój”. 75% jej kapitału należało do Ballestremów. Utworzone gwarectwo węglowe zrzeszało kopalnie rudzkie oraz kopalnie „Pokój” i „Eminencja”. 85% kapitału był w posiadaniu hrabiów z Pławniowic. Pod koniec wielkiego kryzysu Skarb Polski nabył od likwidatora huty „Pokój” ponad 50% akcji, przejmując kontrolę nad zakładem. W czasie II wojny hrabia odzyskał utracone udziały i włączył je do spółki „Oberhütten”.
II wojna światowa dotknęła rodzinę hrabiego osobiście. Najmłodszy brat Mikołaja, Zygfryd zginął na froncie rosyjskim. Sam hrabia zdecydował się uciekać z rodziną przed zbliżającymi się wojskami. Schronił się tak jak i wielu innych Ślązaków w Dreźnie. Miasto to stało się obiektem amerykańskich nalotów dywanowych, obracających całe miasto w perzynę. W lutym 1945 r. zginął tam pod ruinami miasta hrabia Mikołaj. Dwie bratanice, Monika i Kunegunda oraz bratanek Fryderyk Leopold, zaginęli.

### Po wojnie
Wdowa po hrabim Mikołaju, Anna przeniosła się z dziećmi najpierw do Turyngii, a potem do Bawarii. Zmarła w 1965 r. Spadkobiercą rodzinnych tradycji i formalnym właścicielem majoratu rudzko-pławniowicko-biskupickiego stał się jej najstarszy syn, hrabia Walenty. Po ślubie zamieszkał w Norymberdze. Jego żoną została hrabianka Elżbieta von Westphalen zu Fürstenberg. Wkrótce potem zamieszkali niedaleko Ratyzbony, w Straubing. Zakupił tam cegielnię wraz z nieco podniszczonym starym domem. Przez wiele lat była tu główna siedziba rodziny. W 2005 roku hrabia Walenty wraz z żoną przeprowadzili się pod Monachium, do Freising.
Walenty Ballestrem zmarł 20 stycznia 2006 roku.
Hrabiostwo Walenty i Elżbieta mieli pięcioro dzieci. Najstarszy syn Karol Ludwik jest lekarzem. Córka Monika pracuje w administracji kościelnej. Maria Pia została żoną barona Huberta Riederer von Paar zu Schönau. Mikołaj skończył studia na Uniwersytecie Technicznym w Berlinie i tam mieszka do dziś. Najmłodsza z rodzeństwa, Agnieszka studiowała terapeutykę zajęciową w Hanowerze.
Od początku lat 90. samorząd miasta Ruda Śląska utrzymuje kontakty z rodziną hrabiego. W 1995 r. hrabia Walenty z małżonką Elżbietą uczestniczył w uroczystościach 700-lecia Rudy. Jednej z ulic nadano imię Ballestremów. To wyjątkowy fakt w skali całego Śląska, aby dzisiejsi mieszkańcy nazwali jedną ze swych ulic imieniem niegdysiejszych właścicieli. Ich syn Mikołaj, pasjonat rodzinnej przeszłości, często odwiedza kraj swych przodków. Jedna z gazet zacytowała jego wypowiedź, gdy na początku września po raz kolejny zawitał na Śląsk: „...Uwielbiam tu przyjeżdżać, historia i genealogia mojej rodziny jest moją prawdziwą pasją...” („Gazeta w Katowicach”, z dn. 9 IX 2005).